# Juan Antonio Ansaldo
Juan Antonio Ansaldo Vejarano (Arechavaleta, 24 de junio de 1901-San Juan de Luz, 20 de abril de 1958) fue un aristócrata, militar y conspirador español que destacó durante la época de la Segunda República y la guerra civil española.

## Biografía
Los Ansaldo eran de origen italiano, establecidos en España desde hace muchos años. Juan Antonio Ansaldo Vejarano nació el 24 de junio de 1901 en Arechavaleta un pueblo del valle de Leniz (Guipúzcoa). Pertenecía a una ilustre familia establecida en el País Vasco, hijo de Francisco Ansaldo y Otárola, vizconde consorte de San Enrique, diputado a Cortes por el distrito de Vergara, y de María de la Misericordia Vejarano y Cabarrús, vizcondesa de San Enrique. Descendiente de Bernabé María de Otárola, señor del palacio de Otárola, secretario de la reina Isabel II y diputado foral de Guipúzcoa.
Licenciado en Derecho a los veinte años, ingresó como teniente en el Cuerpo Jurídico Militar en 1923, pasando a la Aviación Militar al tener el título de piloto civil de aeroplano, incorporándose al 3.º Grupo de Escuadrillas de Marruecos.
Casado con Pilar San Miguel y Martínez de Campos, hija de los marqueses de Cayo del Rey. Su esposa obtuvo en septiembre de 1930 el título de piloto en Carabanchel, teniendo a su marido como profesor. Sus hermanos Francisco y José María, también aviadores, estaban respectivamente casados con la prima de la primera mujer piloto de España, María Bernaldo de Quirós, hija de los marqueses de Argüelles, y con Margot Soriano Sánchez-Eznarriaga, hija del director general de la aeronáutica militar, general Jorge Soriano, quien tres meses más tarde se convertiría en la segunda mujer aviadora de España.

### Aviador en Marruecos
En 1921 Abd-el-Krim adquirió tres aviones tipo Durall o Potez-15 en la Argelia francesa que, pilotados por un suizo Periel y dos bosnios iban a bombardear Melilla y el Peñón de Alhucemas. Uno de ellos fue destruido por Juan Antonio Ansaldo después de sobrevolar, en vuelo de prueba, el peñón. Tres aviones más que el llamado “Emir del Rif” tomó a los españoles después de aterrizajes forzosos, fueron igualmente destruidos.
El 23 de marzo de 1924, despega del aeródromo de Tauima con dirección a Tizzi Moren, cabila de Bocoya, en el avión Havilland n.º 51, para destruir un aeroplano enemigo que se descubrió el día anterior escondido en una excavación, inutilizándolo mediante un ataque con bombas y fuego de ametralladora, batiendo además los nidos de ametralladoras que Abd-el-Krim había dispuesto para su protección. Pese a resultar herido gravemente en la pierna izquierda continúa el ataque, aterrizando en el campamento de Tafersit una vez agotadas bombas y municiones de ametralladora.
El 15 de mayo de 1927 por esta acción, Juan Antonio Ansaldo consigue la Cruz Laureada de San Fernando a manos del rey Alfonso XIII y en presencia del general Primo de Rivera.

### Segunda República
Al proclamarse la II República causa baja, a petición propia, de las filas del Ejército por ser un ferviente monárquico.
Era jefe de los activistas monárquicos contra la República y miembro de Acción Española. Participa en La Sanjurjada, fallido golpe de Estado protagonizado por el general Sanjurjo el 10 de agosto de 1932, con actuaciones y evasiones rocambolescas.
Amigo personal de Julio Ruiz de Alda, aviador militar retirado por la ley de Azaña, se incorpora a Falange Española en 1934 a requerimiento de grupos monárquicos y reaccionarios, siendo nombrado Jefe de Objetivos, es decir, encargado de los grupos paramilitares de choque de Falange.

...Había llegado el momento de responder con contundencia. Sin embargo los primeros golpes planeados fueron abortados por una cadena de delaciones, lo que llevó a Ansaldo, gran experto en la lucha con las partidas rifeñas, a ordenar el acuartelamiento previo de las unidades encargadas de las represalias...

A partir de entonces, se pone al frente de diversas acciones violentas cometidas por estas milicias. El 10 de junio de 1934 participó en el asesinato de la joven militante socialista Juanita Rico, elegida de forma aleatoria como represalia por la muerte (ese mismo día) del falangista José Cuéllar en una refriega con jóvenes comunistas.
Convencido de que existía un plan para acabar con Falange, propone al Triunvirato Nacional la aplicación de represalias generalizadas, a lo que se opone José Antonio Primo de Rivera. Este desacuerdo produce tirantez y Ansaldo comienza a conspirar para desplazar a José Antonio del mando. Sus planes conspirativos pasaban por la propia eliminación física. Ansaldo fue expulsado y la Primera Línea de Madrid queda disuelta ante las sospechas de infiltración de elementos monárquicos y derechistas afines a Ansaldo.
Según Stanley Payne, las diferencias entre la Falange intelectual y la Falange militante se ensanchan desde que el aventurero Ansaldo se hace cargo de las milicias y de los pistoleros, con el objeto de ponerlos al servicio de los monárquicos.

### Guerra Civil
Viajó a Italia para solicitar la ayuda del régimen italiano y allí se entrevistó con el mariscal Balbo, pionero de la Regia Aeronautica, recibiendo promesas de apoyo diplomático en caso de que el alzamiento tuviera éxito.
Incorporado a la conspiración llega a Estoril (Portugal), donde se encontraba exiliado el general Sanjurjo, con intención de trasladarlo en avión a la ciudad de Burgos para incorporarse como jefe de la sublevación.
Ansaldo advierte al general de que lleva el depósito lleno de combustible, que la pista es corta y con árboles al final, y que por lo que observa el maletón que transporta el ayudante del general pesa demasiado. El general le responde que no pensara que va a llegar a Burgos sin sus uniformes de gala y condecoraciones cuando tan cerca está la entrada triunfal en Madrid.
El avión “De Havilland Puss Moth”, pilotado por Juan Antonio Ansaldo, despegó el 20 de julio de 1936 del hipódromo portugués de La Marinha, cerca de Cascaes, pero una de sus ruedas da en la copa de uno de los árboles del final de la pista. Ansaldo al ver que pierde altura intenta un aterrizaje forzoso en una campa contigua que acaba en una cerca de piedra sobre la que se estrella la avioneta que acaba ardiendo,quedando herido y con quemaduras de importancia Ansaldo y falleciendo Sanjurjo.
Se incorpora a las Fuerzas Aéreas del Norte el 7 de agosto en Burgos a pesar de no estar aún repuesto de sus heridas. Combate en los siguientes meses en el frente Norte, tomando el mando en noviembre de un grupo mixto con aviones de diversos tipos.
En febrero de 1937,recibe el mando del grupo de aviones Romeo 37,combatiendo en la batalla del Jarama en febrero y de Brunete en julio. Toma el mando de un grupo de bombarderos Savoya 81,en octubre de 1937.
Continua combatiendo varios meses hasta que resentido de las heridas de Cascaes se ve obligado a ingresar en un Hospital en 1938 y tras recuperarse recibe el mando de un Grupo de bimotores Caproni 130
con el que combate en la batalla del Ebro.
Terminada la guerra ocupa diversos puestos en el nuevo Ejército del Aire.

### Dictadura franquista
Agregado aéreo en las embajadas de Vichy y de Londres, desde enero de 1940, se negó a facilitar información útil para los alemanes. Por este motivo y por algunas extravagancias[¿cuál?] se dedica a su habitual actividad conspiradora, ahora contra el general Franco por lo que tuvo que escapar de nuevo a Portugal.
Expulsado del Ejército del Aire vivió desde entonces en el exilio, donde escribió un libro demoledor y además cargado de información de primera mano.
En ¿Para que? describe a Falange Española como:

...bárbaras doctrinas fascistas, que por mucho que sean el oropel filosófico con que se vistan, muestran siempre, en su fondo, los básicos sentimientos de crueldad, barbarie, violencia y tiranía que les dieron vida -¡y muerte!- y que son tan viejos como el anhelo primitivo de imponerse, ya que no por la razón, por la fuerza, a sus semejantes...

Según indica Manuel Aznar la edición de este libro fue una verdadera aventura, acabado en septiembre de 1950, el resentimiento del autor hacia el general Franco le lleva a ponerse en las manos de su mayor enemigo, el Partido Nacionalista Vasco, confiando su edición a Manuel de Irujo y a Telesforo Monzón con la condición de que:

...el libro se publicara en un tiempo récord para que todos los políticos de la ONU que iban a decidir la suerte de España y del franquismo ... tuvieran el libro en sus manos una semana antes de la reunión...

Francisco Franco Salgado-Araujo comenta con su primo cómo la propaganda de un sector monárquico, con mucha influencia en Estoril, intenta desacreditar al Caudillo con frases del despechado de Ansaldo. “En Estoril están desquiciados”, dice Franco.

## Obra
- Juan Antonio Ansaldo: ¿Para qué? de Alfonso XIII a Juan III. Buenos Aires: Editorial Vasca Ekin, 1951. 563 p.